# 시모어 공항

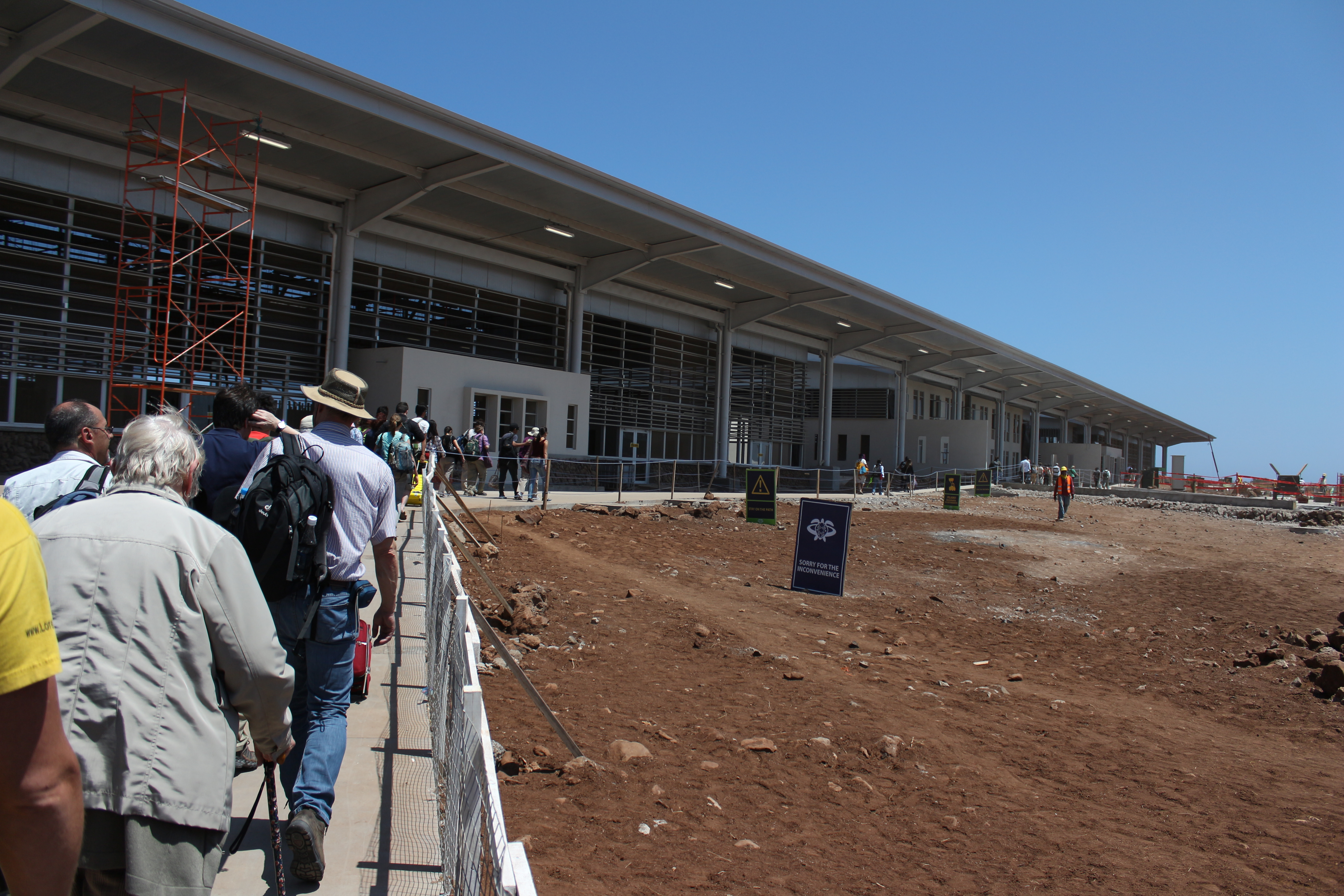
시모어공항 신청사 외부모습

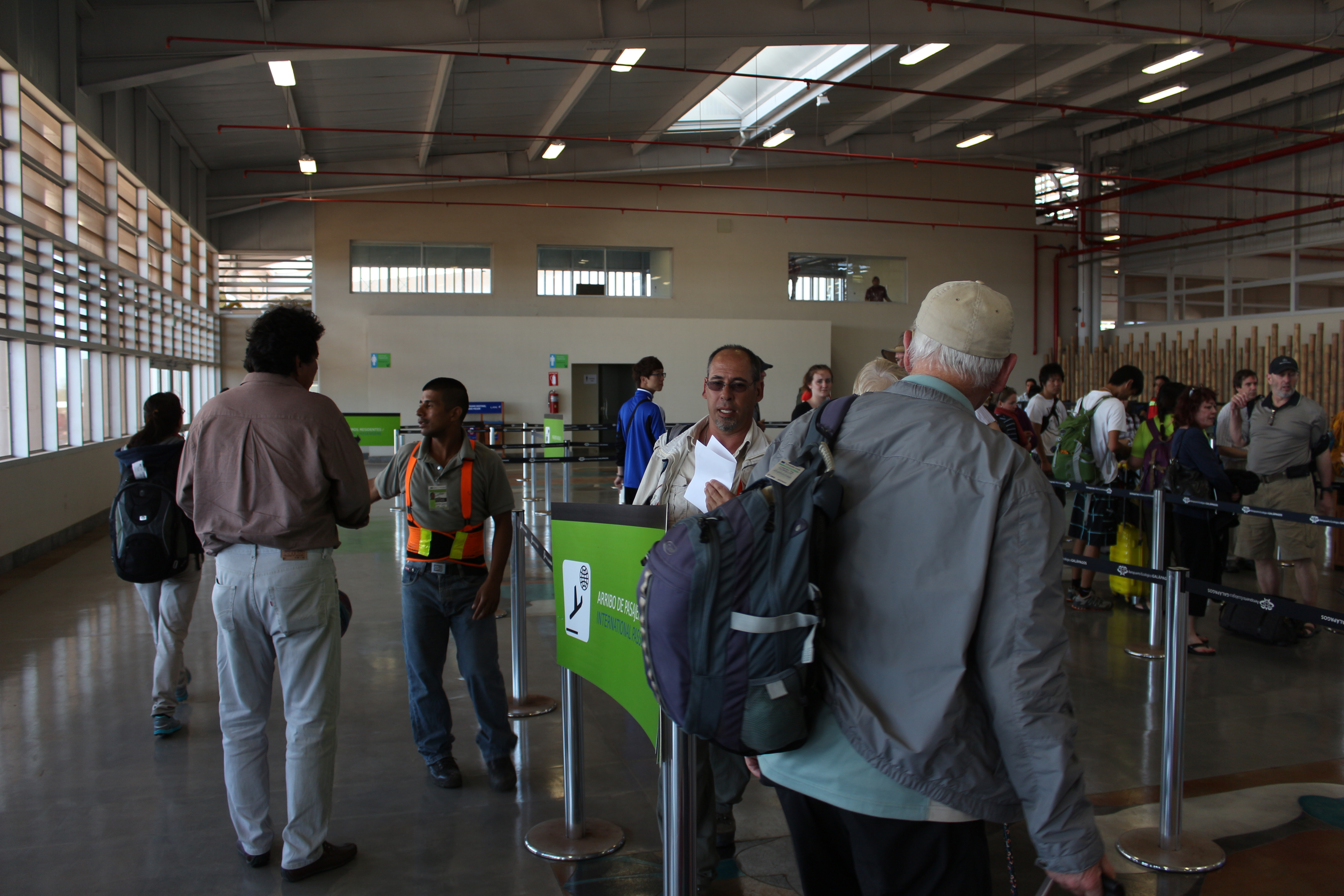
시모어공항 신청사 내부모습

시모어 공항(영어: Seymour Airport, IATA: GPS, ICAO: SEGS)은 에콰도르, 갈라파고스 제도의 발트라 섬에 있는 공항이다.

## 운항 노선

### 국내선
| 항공사            | 목적지       |
| ----------------- | ------------ |
| 아비앙카 에콰도르 | 과야킬, 키토 |
| TAME 항공         | 과야킬, 키토 |
| LAN 에콰도르      | 과야킬, 키토 |

## 역사
제2차 세계대전 당시에는 세이모어 섬 공항으로 알려졌으며, 미 공군의 6편대가 남미 해안과 파나마 운하를 일본군 잠수함에게서 방어를 하는 임무를 맡았다. 최초의 미국인은 1942년 4월 9일 도착했다. 공항에 배속된 군 비행 편대는 다음과 같다.
- 52차 전투 비행대 (32차 전투단), 6월 5일- 1942년 12월 1일 (P-40 Warhawk)
- 51차 전투 비행대 (32차 전투단, 이후 26 전투 사령부) 1942년 12월 9일-1944년 3월 4일(P-40 Warhawk)
- 파병 주둔 at: Salinas Afld, 에콰도르, 그리고 Talara Afld, 페루, 1942년 12월 -1943년 3월
- 3차 폭격 비행대 (6차 폭격단) 1942년 5월 4일-1943년 3월 12일(LB-30 (B-24A) Liberator)
- 29차 폭격 비행대 (6차 폭격단) 1943년 5월 13일-1944년 4월 10일; 4월 26일-1945년 10월 (B-24 Liberator)
- 45차 폭격 비행대 (40차 폭격단) 2월 18일-1943년 5월 22일(LB-30 (B-24A) Liberator)
- 74차 폭격 비행대 (6 폭격대) 1944년 8월 21일-1945년 2월 13일(B-24 Liberator)
- 397차 폭격 비행대 (6 폭격대) 1944년 4월 7일-1945년 2월 6일 (B-24 Liberator)

1945년 10월 30일, 대부분 철수를 했고, 정리 인원만 체류를 했다. 1946년 군장비는 비활성화되었고, 1948년 2월 29일에는 남겨두었던 통신 장비도 비활성화되었다. 오늘 날에도 전후 폐기된 미군 항공기들이 사용하지 않는 NW/SE 활주로를 따라 그대로 세워져있다.